# Kai Kobayashi
Kai Kobayashi (28 de febrero de 1993, Tokio, Japón) es un atleta japonés, medallista de bronce mundial en 2017 en la prueba de 50 kilómetros marcha.

## Carrera deportiva
En el Mundial de Londres 2017 gana la medalla de bronce en 50 kilómetros marcha, tras el francés Yohann Diniz y su compatriota el también japonés Hirooki Arai (plata).